# چوانگ چیا-چیا
چوانگ چیا-چیا (انگلیسی: Chuang Chia-chia؛ متولد ۱۳ مه ۱۹۸۹) یک تکواندوکار تایوانی است.
چوانگ کمی بعد به عنوان مدیر اداره ورزش تاویوان خدمت کرد. در مارس ۲۰۱۹، چوانگ فاش کرد که از ۳ اکتبر ۲۰۱۷ برای مدت دو سال از رقابت محروم شده‌است. سوابق فدراسیون جهانی تکواندو نشان داد که چوانگ در سال ۲۰۱۷ سه بار برای تست دوپینگ غیبت کرده که منجر به محرومیت وی شده‌است.